# Фјумефредо Сичилија
Фјумефредо Сичилија (итал. Fiumefreddo Sicilia) је насеље у Италији у округу Катанија, региону Сицилија.
Према процени из 2011. у насељу је живело 9483 становника. Насеље се налази на надморској висини од 65 м.

## Становништво
Према резултатима пописа становништва 2011. у општини је живело 9.690 становника.
| 1931. | 1936. | 1951. | 1961. | 1971. | 1981. | 1991. | 2001. | 2011. |
| ----- | ----- | ----- | ----- | ----- | ----- | ----- | ----- | ----- |
| 5.587 | 5.785 | 6.013 | 6.335 | 6.483 | 7.657 | 9.046 | 9.602 | 9.690 |

## Партнерски градови
- Елсниц